# فرشته‌سیما (فیلم ۱۹۹۸)
فرشته‌صورت یا فرشته‌سیما (اسپانیایی: La cara del ángel‎) فیلمی محصول سال ۱۹۹۸ میلادی در آرژانتین است که نوشته و کارگردانی شده توسط پابلو توره می‌باشد. این فیلم از ویژگی‌های فیلمسازانی همچون ویرجینیا اینوسنتی، ماریو پاسیک، انریکه پینتی و غیره استفاده کرده است.
پابلو تره این فیلم را به حدود ۳۰۰۰۰ نفر که، در طول دیکتاتوری نظامی آرژانتین بین سال‌های ۱۹۷۶ تا ۱۹۸۳ میلادی، «سر به نیست» شدند، تقدیم کرد.

## طرح
داستان در طول دوره‌ای از حکومت نظامی جونتا در آرژانتین، در اواسط دههٔ هفتاد تا اوایل دههٔ هشتاد میلادی، با تمرکز بر یک خانواده خاص شکل می‌گیرد. داستان از دیدگاه نیکلاس، پسری جوان، است.
با اشتباهی که رخ می‌دهد، مادر خانواده توسط جناح راست افراطی به قتل می‌رسد زیرا آن‌ها باور دارند که او عکس یک غیرنظامی شرکت‌کننده در راهپیمایی اعتراض و تصاویر سرکوب خشونت‌آمیز یک گشت نظامی در بوئنوس آیرس را مخفی کرده. در واقع خواهر دوقلوی او آن عکس را داشت.
یک روز در حالی که خواهر بیرون از خانه است، مردی همراه با اراذل و اوباش سیاسی نشان داده می‌شوند که مادر را به قتل رسانده و به دنبال شکار نیکلاس هستند که از قضا در ساعت بزرگ پدربزرگ مخفی شده. نیکلاس (با بازی ماریو پاسیک) توسط عمه اش به خانه او در شهرستان برده می‌شود و در آنجا او در مراسم محلی مدرسه کاتولیک شرکت می‌کند که بسیاری از والدین دانش‌آموزانش نظامی هستند.
در مدرسه فاشیستی به موازات وضعیت سیاسی آرژانتین در آن زمان، کودکان قلدر مآبانه تربیت می‌شوند. پسران به تقلید از پدر و مادر خود دانش‌آموزان میکستو (متولد از ازدواج یهودیان و مسیحیان) را به‌طور منظم مورد ضرب و شتم و عذاب قرار می‌دهند و اذیت می‌کنند.
نیکولاس با یکی از میکستوها رفیق شده و داستان مادرش را برای او تعریف می‌کند.
چند سال بعد نیکلاس و دیگر قلدرها به جنگ مالویناس/فالکلند اعزام می‌شوند و نهایتاً دوران پیری نیکلاس فرا می‌رسد.

## بازیگران
- ویرجینیا اینوسنتی
- ماریا پاسیک (نقش نیکلاس)
- انریکو پینتی
- ویکتور مول
- ماریانو مارین
- فاسوندو گارسیا

## جوایز
برنده
- جشنواره بین‌المللی فیلم ماردل پلاتا: بهترین فیلمنامه پابلو توره؛ ۱۹۹۸.